# Кучерявець Біберштайна
Кучерявець Біберштайна, тринія Біберштейна (Trinia biebersteinii) — вид рослин з родини окружкових (Apiaceae), ендемік Криму, Україна.

## Опис
Багаторічна рослина висотою 15–35 см. Стебло ребристе, голе, від основи або середини гіллясте. Прикореневі листки черешкові, двічі перисторозсічені, з кінцевими сегментами 7–10 мм довжиною. Промені зонтиків слабо-шорсткі. Квітки одностатеві. Пелюстки у тичинкових квіток жовтувато-білі, у маточкових — зеленкуваті. Плоди яйцеподібні, до 4 мм завдовжки
Цвіте у травні — липні, плодоносить у липні — серпні.

## Поширення
Ендемік Криму, Україна.
В Україні зростає на сухих луках, схилах, рівнинних степах, на лісових галявинах — на більшій частині території (відсутній у північній частині та Криму).

## Загрози й охорона
Загрозами є надмірне випасання худоби, витоптування, випалювання, висока стенотопність та слабка конкурентна здатність виду.
Занесений до Червоної книги Україні в статусі «Рідкісний». Охороняється у «Байдарському» заказнику.